# Nó cego
Nó cego, é uma expressão popular que indica algo que não é solúvel. No caso do nó, é um que é muito difícil ou impossível desatar. Esse nó recebe o número 1206 no The Ashley Book of Knots.